# Alan MacDiarmid
Alan Graham MacDiarmid (Masterton, 14 april 1927 – Drexel Hill (Pennsylvania), 7 februari 2007) was een Nieuw-Zeelands/Amerikaanse scheikundige. Hij ontving in 2000 de Nobelprijs voor Scheikunde, samen met de Amerikaan Alan Heeger en de Japanner Hideki Shirakawa voor hun baanbrekend werk op het gebied van geleidende polymeren.

## Biografie
De in Nieuw-Zeeland geboren MacDiarmid was de zoon van maritiem ingenieur Archibald MacDiarmid en Ruth MacDiarmid. Zijn vader was een goede vriend van de andere Nieuw-Zeelandse Nobellaureaat Ernest Rutherford. Na de Hutt Valley High School ging hij naar de Universiteit van Wellington. Na het beëindigen van zijn scheikundestudies aan de Victoria Universiteit in Wellington in 1951, kreeg hij een studiebeurs aan de Universiteit van Wisconsin-Madison in de Verenigde Staten en behaalde er in 1953 zijn doctoraat met een studie over complexe metaalcyaniden. Hij behaalde een tweede doctoraat aan de Universiteit van Cambridge in 1955.
Korte tijd later werd hij benoemd aan de Universiteit van Pennsylvania (te Philadelphia), waaraan hij sindsdien verbonden was. Hij liet zich tot Amerikaans staatsburger naturaliseren. Alan MacDiarmid overleed op 79-jarige leeftijd.

## Werk
De ontwikkeling van elektrisch geleidende kunststoffen ontstond begin jaren 1970 toen de Japanse scheikundige Shirakawa bij toeval een polymeer maakte met een zilverachtige metaalglans. In de tussentijd had MacDiarmid, samen met de natuurkundige Heeger, begonnen aan onderzoek naar kunststoffen op basis van anorganisch zwavelnitride (SN)x, een monomeer met een metaalachtige goudkleur. MacDiarmid en Heeger ontdekten dat de elektrische geleiding van dit kunststof verhoogd kon worden middels oxidatie met broomdamp.
Tijdens een koffiepauze op een congres in Japan kwam MacDiarmid in contact met Shirakawa en wisselden onderling hun resultaten uit. In 1976 nodigde MacDiamid Shirakawa uit om te komen werken in laboratorium aan de Universiteit van Pennsylvania. Een jaar later ontdekten MacDiarmid, Shirakawa en Heeger dat polyacetyleen elektrisch geleidend kon gemaakt worden door het te 'doteren' met een halogeen, zoals jodium, broom of chloor. Later werd dit ook op andere, meer praktisch bruikbare polymeren zoals polyaniline toegepast.